# Age of Empires: The Age of Kings
Age of Empires: The Age of Kings — видеоигра для Nintendo DS в жанре пошаговой стратегии, разработанная Backbone Entertainment и опубликованная Majesco. Игра была выпущена только на американском рынке. Это ремейк компьютерной игры для персонального компьютера Age of Empires II: The Age of Kings.
В игре представлены пять исторических цивилизаций: британцы, франки, монголы, сарацины и японцы. Игра включает однопользовательскую кампанию и режим игры по сценариям, а также многопользовательский режим с несколькими приставками и режим поочерёдной игры.

## Кампания
The Age of Kings включает кампанию, разделённую на пять подкампаний, каждая для отдельной нации. В первой из них игрок играет на стороне Жанны д’Арк и одновременно обучается основам игры. Героями четырех других наций являются Ричард Львиное Сердце, Саладин, Чингисхан и Минамото-но Ёсицунэ. Игровые кампании сильно отличаются друг от друга; в одних присутствует туман войны, в других игрок начинает игру со зданиями, в то время как остальные участники не имеют никаких. В игре имеется возможность зарабатывать очки, чтобы затем покупать мощные юниты в специальном магазине.

## Многопользовательский режим
В The Age of Kings имеется возможность играть в многопользовательском режиме, который поддерживает игру через беспроводное соединение приставок до четырёх игроков одновременно. Также поддерживается режим игры «горячий стул», когда игроки по очереди играют на одной приставке, каждый свой ход.

## Отзывы
| Сводный рейтинг | Сводный рейтинг |
| Агрегатор       | Оценка          |
| --------------- | --------------- |
| GameRankings    | 79,81 %         |
| Metacritic      | 80 %            |

Игра получила положительные отзывы критиков.